# Île aux Vaches (Marne)
Pour les articles homonymes, voir île aux Vaches (homonymie).
L'île aux Vaches est une île de la Marne, en France appartenant administrativement à Jablines.

## Description
Elle s'étend sur un peu plus de 850 m de longueur pour une largeur maximale d'environ 140 m. 